# Zodogbomey
Zodogbomey ou Zoungbomè est un arrondissement dans le département de l'Ouémé du Bénin. 

## Géographie

### Administration
Zodogbomey fait partie des 5 arrondissements que compte la commune d'Akpro-Missérété. Il est composé de 06 villages et quartiers de ville que sont:
1. Allagba
2. Houézounmè-Kpévi
3. Koudjananda
4. Kpanoukpadé
5. Kpolé
6. Zoungbomé[2]

## Toponymie

### Histoire
L'arrondissement de Zodogbomey  est une subdivision administrative béninoise. Il devient officiellement un arrondissement de la commune d'Akpro-Missérété le 27 mai 2013 après la délibération et adoption par l'Assemblée nationale du Bénin en sa séance du 15 février 2013 de la loi n° 2013-O5 du 15/02/2013 portant création, organisation, attributions et fonctionnement des unités administratives locales en République du Bénin

## Population et société

### Démographie
Selon le recensement général de la population et de l'habitation(RGPH4) conduit par l'Institut national de la statistique et de l'analyse économique (INSAE), la population de Zodogbomey compte ménages 2180 pour 13581 habitants.
| Indicateurs          | 2013  |
| -------------------- | ----- |
| Nombre de ménages    | 2180  |
| Population féminine  | 1128  |
| Population masculine | 1040  |
| Population totale    | 13581 |